# Sasja Spesivtsev
Aleksandr 'Sasja' Nikolajevitsj Spesivtsev (Russisch: Александр Николаевич Спесивцев) (Novokoeznetsk, 1 maart 1970) is een Russische seriemoordenaar en kannibaal. Hij werd veroordeeld voor negentien moorden, maar verdacht van tientallen dodingen daarnaast.

## Leven en misdaden
Spesivtsev werd met een zwakke gezondheid geboren en werd op school gepest. Tot zijn twaalfde sliep hij bij zijn moeder in bed. Zijn moeder werkte toen als een assistente van een advocaat en bracht vaak foto's van moordzaken mee naar huis, die ze samen met haar zoon bekeek.
In 1991 kreeg hij een relatie met een meisje. Omdat hij haar sloeg, besloot ze het uit te maken. Spesivtsev sloot haar in zijn huis op en martelde haar een maand lang. Ze stierf aan bloedvergiftiging en haar lichaam was bedekt met zweren, waardoor de artsen de echte doodsoorzaak niet hadden achterhaald. Spesivtsev werd wel als geestesziek bevonden en opgenomen in een psychiatrische inrichting in Orjol.
Toen hij weer vrijkwam, besloot hij wraak te nemen voor alle vernederingen en ongemakken die hij in de inrichting had doorstaan. Hij lokte een paar kinderen mee naar huis en vermoordde ze. Toen zijn moeder thuiskwam, zei hij dat ze de lijken weg moest brengen en ging zelf slapen. Op een gegeven moment begon zijn moeder zelf mensen naar het huis te lokken.

## Arrestatie
Spesivtsev werd in 1996 aangehouden. Er heerste toen al een vermoeden dat er een seriemoordenaar actief was in Novokoeznetsk. Er waren lichaamsdelen gevonden in de rivier de Aba, vlak bij het kinderdagverblijf waar Spesivtsevs moeder Ljoedmila werkte.
Toen er drie meisjes verdwenen die uit een ziekenhuis waren ontsnapt om naar de disco te gaan, herinnerde een verkoopster in de supermarkt dat ze hen met een oudere vrouw zag weglopen. Er werd een fotorobot samengesteld en een van de politieagenten herkende daarin Ljoedmila Spesivtseva. Ze was erom bekend dat ze voortdurend conflicten had met haar buren en overlast veroorzaakte met harde muziek. Ze had een zoon, die onder behandeling was in een inrichting in Orjol. Ze werkte als een bewaakster bij een kinderdagverblijf, maar toen de politie daar kwam, bleek dat ze drie dagen geleden ontslag had genomen. Thuis was ze ook niet. De agent kreeg opdracht om daar regelmatig langs te komen.
Tijdens een jaarlijkse reparatie van een pijpleiding in Spesivtseva's flat, klaagden de buren dat een man naast hen weigerde open te doen. Hij zei dat hij opgesloten was omdat hij geestesziek was. De politie vond dit vreemd, aangezien ze niet wisten welke man dit moest zijn. Er werd naar Orjol gebeld en het bleek dat Alexandr Spesivtsev in werkelijkheid al twee jaar geleden vrij was. De deur werd geforceerd en autoriteiten troffen de flatwoning aan met bloed op de muren, een ribbenkast in de huiskamer, delen van lijken in kommen in de keuken en een onthoofd en verminkt lichaam in de badkuip. Op de bank lag de nog in leven zijnde, maar verschillende keren in haar buik gestoken Olga Galtseva (15). Zij kon in het ziekenhuis nog een verklaring afleggen over wat er was gebeurd met haar en twee dertienjarige vriendinnetjes, maar overleed zeventien uur later ook.

## Getuigenis
Moeder Ljoedmila had de drie meisjes gevraagd om haar te helpen met haar tassen. Eenmaal in de woning sloeg en verkrachtte Spesivtsev ze. Nadat hij een van de meisjes ombracht, dwong hij de twee anderen haar in stukken te snijden in de badkuip. Terwijl Ljoedmila de lichaamsdelen kookte met de bedoeling die op te eten, doodde de hond een tweede meisje. Spesivtsev vluchtte via het balkon toen hij hoorde dat de deur geforceerd werd. Hij werd later alsnog gearresteerd bij een poging tot verkrachting.

## Meer bewijs & bestraffing
Naast de verklaring van Galtseva vond de politie tevens een dagboek, waarin negentien moorden gedetailleerd beschreven stonden. Spesivtsev had een hekel aan straatkinderen, die hij zag als het vuil van de samenleving. Daarom lokte hij de dakloze jeugd vanuit de straten en het treinstation van Novokoeznetsk naar zijn huis. Nadat hij ze ombracht, kookte zijn moeder ze en aten ze hen samen op. Ondanks dat hij voor 19 moorden veroordeeld was, vond de politie in zijn huis 50 ringen en meer dan 80 kledingssetjes, die niet allemaal konden worden geïdentificeerd. Vooral schokkend waren de twee paar kinderschoentjes.
Spesivtsev werd schuldig bevonden aan alle negentien moorden en veroordeeld tot de doodstraf. Later werd dit omgezet naar opsluiting in een gesticht in Kamysjin, nadat hij krankzinnig werd verklaard. Hij heeft aangeboden om zijn hoofd te laten bestuderen na zijn dood in ruil voor sigaretten terwijl hij nog leeft.
Moeder Ljoedmila ontkende elke vorm van schuld, maar werd als medeplichtige veroordeeld tot een levenslange gevangenisstraf.